# Sertum laetitiae
Sertum laetitiae è la seconda enciclica pubblicata dal papa Pio XII il 1º novembre 1939.

## Contenuto
L'occasione dell'enciclica è il 150° anniversario della costituzione della gerarchia ecclesiastica negli Stati Uniti d'America, avvenuta al termine della guerra d'indipendenza.